# زیردریایی کلاس بری
سابمارین کلاس بری (به انگلیسی: Borei-class submarine) یک کلاس از زیردریایی است که طول آن ۱۷۰ متر (۵۵۷ فوت ۹ اینچ) می‌باشد.